# Tommaso Campanella
(da Delle radici de' gran mali del mondo)
Tommaso Campanella, alla nascita Giovanni Domenico Campanella, noto anche con lo pseudonimo di Settimontano Squilla (Stilo, 5 settembre 1568 – Parigi, 21 maggio 1639), è stato un filosofo, teologo, poeta e frate domenicano italiano.

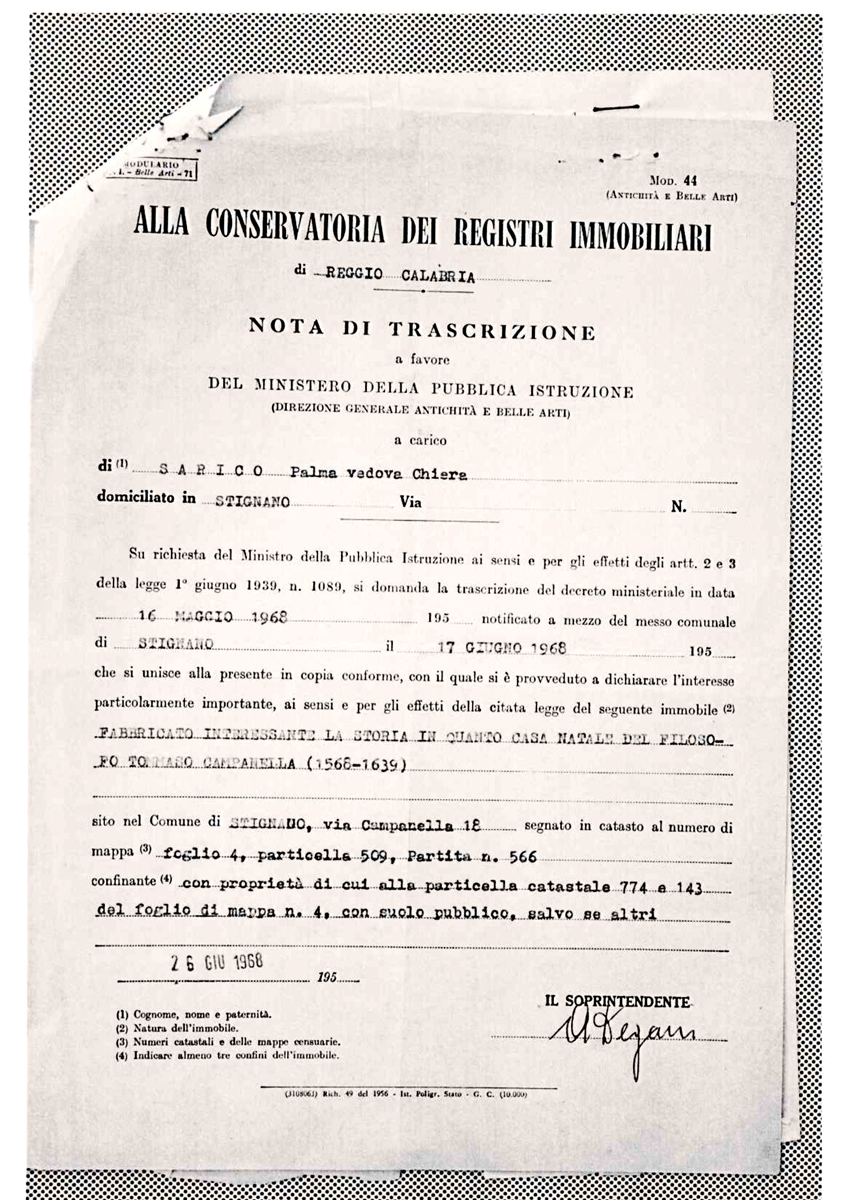
Atti ufficiali Casa Natale Tommaso Campanella

Fu processato dall'Inquisizione romana per eresia nel 1594 e fu confinato agli arresti domiciliari per due anni. Accusato di aver cospirato contro i governanti spagnoli della Calabria nel 1599, fu torturato e messo in prigione, dove trascorse 27 anni. Durante tale periodo di reclusione scrisse le sue opere più significative, tra cui La città del sole, un racconto utopico dove descrive una società teocratica egualitaria in cui la proprietà è tenuta in comune.

## Biografia

### La formazione telesiana

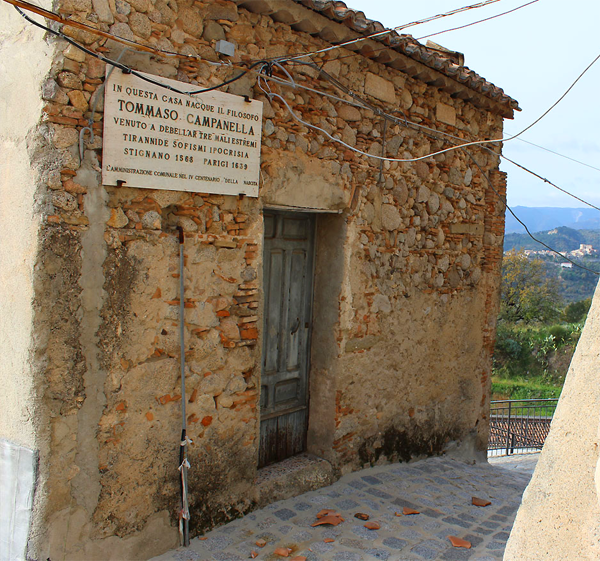
La casa di Tommaso Campanella a Stilo

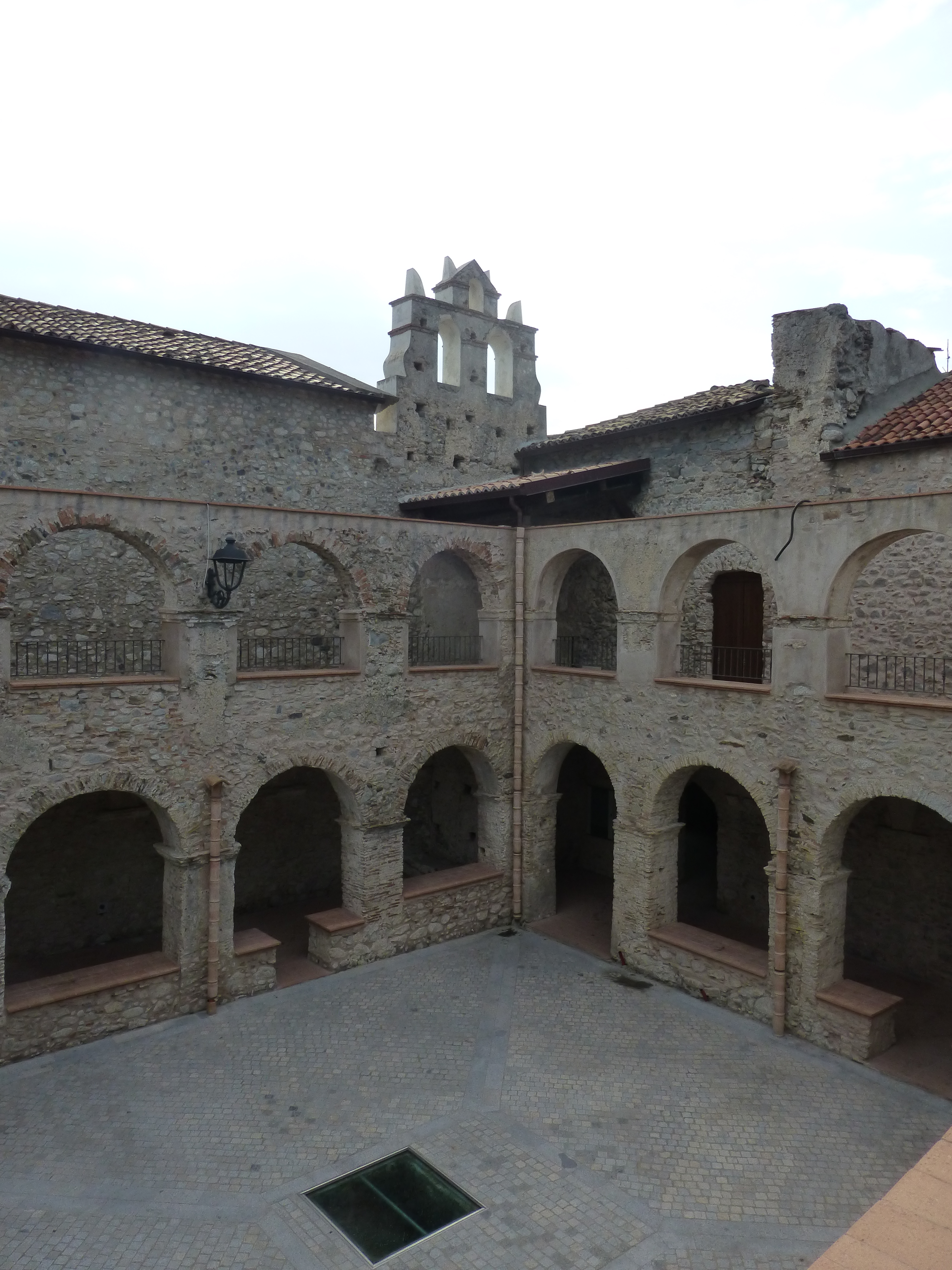
L'ex convento domenicano di Placanica

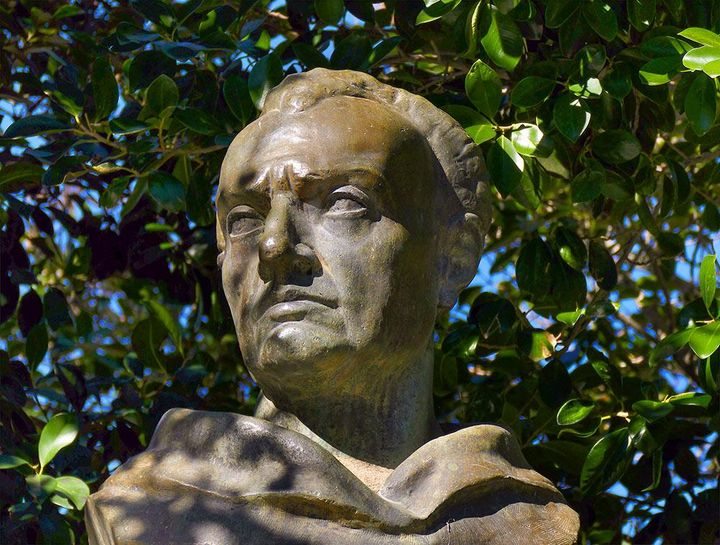
Busto Tommaso Campanella, Stignano

Giovan Domenico Campanella nacque a Stilo, un borgo della Calabria Ulteriore, al tempo parte del Regno di Napoli (attualmente in provincia di Reggio di Calabria), il 5 settembre del 1568 (vedi atti ufficiali pubblicati dal Ministero della Pubblica Istruzione).
Novizio nel convento della vicina Placanica, vi fece i primi studi e pronunciò i voti a quindici anni nel convento di San Giorgio Morgeto, assumendo il nome di Tommaso (in onore di san Tommaso d'Aquino), continuando gli studi superiori a Nicastro dal 1585 al 1587 e poi, a vent'anni, a Cosenza, dove affrontò lo studio della teologia.
L'istruzione ricevuta dai domenicani non lo soddisfaceva e non gli era sufficiente: «essendo inquieto, perché mi sembrava una verità non sincera, o piuttosto falsità in luogo della verità rimanere nel Peripato, esaminai tutti i commentatori d'Aristotele, i greci, i latini e gli arabi; e cominciai a dubitare ancor più dei loro dogmi, e perciò volli indagare se le cose ch'essi dicevano fossero nella natura, che io avevo imparato dalle dottrine dei sapienti essere il vero codice di Dio. E poiché i miei maestri non potevano rispondere alle miei obiezioni contro i loro insegnamenti, decisi di leggere da me tutti i libri di Platone, di Plinio, di Galeno, degli stoici, dei seguaci di Democrito e principalmente i Telesiani, e metterli a confronto con il primo codice del mondo per sapere, attraverso l'originale e autografo, quanto le copie contenessero di vero o di falso».
Fu in particolare il De rerum natura iuxta propria principia di Bernardino Telesio una rivelazione e una liberazione insieme: scoprì che non esisteva soltanto la filosofia scolastica e che la natura poteva essere osservata per quello che è, e poteva e doveva essere indagata con i mezzi concreti posseduti dall'uomo, con i sensi e con la ragione, prima osservando e poi ragionando, senza schemi precostituiti e senza mandare a memoria quanto altri credevano di aver già scoperto e di conoscere su di essa. Era il 1588 e Telesio, che da anni era tornato a vivere nella nativa Cosenza, vi moriva ottantenne proprio in quei giorni. Il neofita frate entusiasta non poté sottrarsi dal deporre sulla bara, nel duomo, versi latini di ringraziamento devoto.

### LaPhilosophia sensibus demonstrata
Quelle che dai suoi superiori furono considerate intemperanze gli costarono il trasferimento nel piccolo convento di Altomonte, dove tuttavia il Campanella non rimase inattivo: la segnalazione di alcuni amici, che gli mostrarono il libro di un certo Giacomo Antonio Marta, napoletano, scritto contro l'amato Telesio, lo spinse a replicare e nell'agosto del 1589 concluse quella che è la sua prima opera, la Philosophia sensibus demonstrata, pubblicata a Napoli due anni dopo.
In essa Campanella ribadì la sua adesione al naturalismo di Telesio, inquadrato però in una cornice neoplatonica, di derivazione ficiniana, per la quale le leggi della natura non mantengono più la loro autonomia, come in Telesio, ma sono spiegate dall'azione creatrice di Dio, dal quale deriva anche l'ordine provvidenziale che governa l'universo: «chi regola la natura è quel glorioso Iddio, sapientissimo artefice, che ha provveduto in modo da non reprimere le forze della natura, nella quale tuttavia agisce con misura».
Campanella non poteva rimanere a lungo ad Altomonte: alla fine del 1589 abbandonò il convento calabrese e se ne andò a Napoli, ospite dei marchesi del Tufo. Nella capitale del viceregno, pur non abbandonando l'abito di frate, fu tutto inteso ad approfondire i suoi interessi neoplatonici e scientifici, che allora erano connessi strettamente con gli studi alchemici e magici: «scrissi due opere, l'una del senso, l'altra della investigazione delle cose. A scrivere il libro De sensu rerum mi spinse una disputa avuta prima in pubblico, poi in privato con Giovanni Battista Della Porta, lo stesso che scrisse la Fisiognomica, il quale sosteneva che della simpatia e dell'antipatia non si può rendere ragione; disputa con lui avuta appunto quando esaminavamo insieme il suo libro già stampato. Scrissi poi il De investigatione rerum, perché mi pareva che i peripatetici ed i platonici portassero i giovani per una via larga ma non diritta alla ricerca della verità».

### IlDe sensu rerum et magia

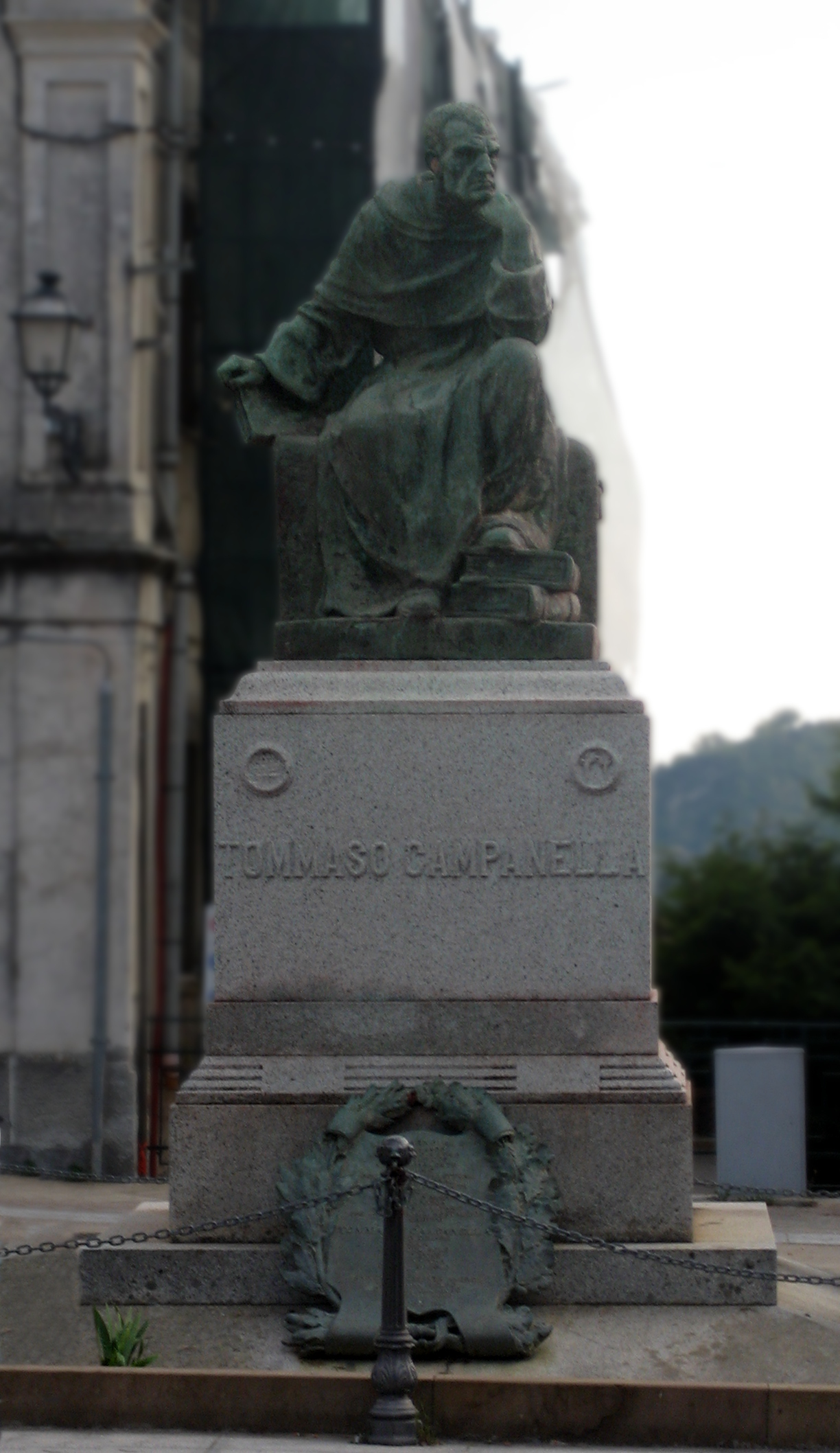
Stilo: monumento a Campanella

Il De sensu rerum et magia, iniziato a scrivere in latino nel 1590, fu completato e dedicato al granduca di Toscana Ferdinando I de' Medici nel 1592; sequestratogli il manoscritto a Bologna dal Sant'Uffizio, fu riscritto in italiano nel 1604, tradotto in latino nel 1609 e pubblicato finalmente nel 1620 a Francoforte. Campanella vi persegue una sintesi di naturalismo telesiano e di platonismo: a Democrito e ai materialisti rimprovera di voler far derivare l'ordine del mondo all'azione degli atomi, che non hanno sensibilità, e agli aristotelici la mancata iniziativa di Dio nella costituzione della natura. D'altra parte egli non intende nemmeno sacrificare l'autonomia delle forze che agiscono nella natura, pur se la spiegazione ultima delle cose va ricercata nella primitiva azione divina.
Secondo Campanella, i tre principi, materia, caldo e freddo, di cui è composta la natura, sono frutto della creazione divina: «Dio prima fece lo spazio, composto pure di Potenza, Sapienza e Amore [...] e dentro a quello pose la materia, che è la mole corporea [...] Nella materia poi Dio seminò due principi maschi, cioè attivi, il caldo e il freddo, perché la materia e lo spazio sono femmine, principi passivi. E questi maschi, da codesta materia divisa, combattendo, formano due elementi, cielo e terra, che combattendo tra loro, dalla loro virtù fatta languida nascono i secondi enti, avendo per guida della generazione le tre influenze, la Necessità, il Fato e l'Armonia, che portano l'Idea».
Le tre primalità (primalitates) - che corrispondono alle tre nature divine - costituiscono il triplice carattere di ogni essere: Dio «ha dato a tutte le cose potenza di vivere, sapienza e amore quanto basti alla loro conservazione [...] Dunque il calore può, sente e ama essere, e così ogni cosa, e desidera eternarsi come Dio e attraverso Dio nessuna cosa muore ma si muta soltanto, anche se ogni cosa pare morta all'altra e in verità è morta, così come il fuoco pare cattivo al freddo ed è veramente cattivo per lui, ma per Dio ogni cosa è viva e buona». Se si considera ogni cosa nel tutto ci si rende conto che nulla muore veramente: «muore il pane e si fa chilo, questo muore e si fa sangue, poi il sangue muore e si fa carne, nervi, ossa, spirito, seme e patisce varie morti e vite, dolori e piaceri».
Dalla Potenza le cose sono solo perché possono essere e hanno una determinata natura; Dio attraverso questa potenza dona la Necessità alle cose, la Sapienza permette alle cose di conoscere il Fato, ossia il saper vedere la successione di causa-effetto nei processi naturali e infine l'Amore permette l'Armonia fra gli esseri, perché questi amano essere così e non diversamente: «tutti gli enti si compongono di Potenza, Sapienza e Amore e ognuno è perché può essere, sa essere e ama essere, combatte contro il non essere e, quando gli manca il potere o il sapere o l'amore dell'essere, muore e si trasmuta in chi ne ha di più».
Tutte le cose hanno sensibilità: «Tanta sciocchezza è negare il senso alle cose perché non hanno occhi, né bocca, né orecchie, quanto è negare il moto al vento perché non ha gambe, e il mangiare al fuoco perché non ha denti, e il vedere a chi sta in campagna perché non ha finestre da cui affacciarsi e all'aquila perché non ha occhiali. La medesima sciocchezza indusse altri a credere che Dio abbia certo corpo e occhi e mani».
Inoltre Campanella ci parla anche delle primalità del non-essere, presenti inevitabilmente nel mondo finito, che sono l'Impotenza, l'Insipienza e l'Odio: solo in Dio, che è infinito, le primalità dell'essere non sono contrastate dalle primalità del non-essere. A queste tre primalità si contrappongono le potenze negative, che possono variamente combinarsi alle primalità nell'ambito delle varie forme della magia, che è l'insieme delle regole che vanno osservate per intervenire nella natura. Il mago è il sapiente che scopre le relazioni esistenti tra le cose: «beato chi legge nel libro della natura, e impara quello che le cose sono, da esso e non dal proprio capriccio, e impara così l'arte e il governo divino, facendosi di conseguenza, con la magia naturale, simile e unanime a Dio».
La magia si manifesta attraverso le sensazioni, che possono essere negative o positive: sensazioni che l'uomo coglie, e che gli fanno capire di essere parte integrante di un ordine universale; tuttavia, nonostante sia parte di questo ordine, può opporsi a tale ordine, e se si oppone all'ordine universale la magia è negativa, se invece si armonizza, ovvero cerca di seguire l'ordine universale, allora la magia è positiva.

### Il primo processo
La pubblicazione della Philosophia sensibus demonstrata provocò scandalo nel convento di San Domenico: un domenicano che non frequenta il convento e che rifiuta Aristotele e San Tommaso per Telesio non può essere un buon cattolico. Anche se nessuna affermazione eretica è contenuta nel libro, in un giorno imprecisato del 1591 Campanella fu arrestato dalle guardie del nunzio apostolico con l'accusa di pratiche demoniache. Non si conoscono gli atti del processo ma è conservato il testo della sentenza, emessa in San Domenico il 28 agosto 1592, contro «frater Thomas Campanella de Stilo provinciae Calabriae» dal padre provinciale di Napoli, fra Erasmo Tizzano e da altri giudici domenicani. L'accusa di praticare con il demonio e di aver pronunciato una frase irriverente contro l'uso delle scomuniche vengono a cadere, ma resta quella di essere un telesiano, di non tener conto dell'ortodossia filosofica di Tommaso d'Aquino e di essere stato per mesi «in domibus saecolarium extra religionem»: dopo quasi un anno di carcere già scontato, è allora sufficiente che reciti dei salmi e torni, entro otto giorni, nel suo convento di Altomonte.
Campanella si guardò bene dall'ubbidire all'ordine del tribunale, che lo avrebbe costretto a rinunciare, a soli 24 anni, a un mondo di cultura nel quale egli era convinto di poter offrire un contributo fondamentale. Così, munito di una lusinghiera lettera di presentazione al granduca di Toscana, rilasciatagli dall'amico ed estimatore, il padre provinciale di Calabria fra Giovanni Battista da Polistena, il 5 settembre 1592 fra Tommaso partì da Napoli alla volta di Firenze, con il suo carico di libri e manoscritti, contando su di un posto di insegnante a Pisa o a Siena.
La prudente diffidenza di Ferdinando I, che non mancò di chiedere informazioni sul suo conto al cardinale Del Monte, ottenendo una risposta negativa, spinse il 16 ottobre Campanella a lasciare Firenze per Bologna, dove l'Inquisizione, che lo sorvegliava, per mezzo di due falsi frati gli rubò gli scritti che si portava appresso, per poterli esaminare in cerca di prove a suo danno.

### Il secondo e il terzo processo
Ai primi del 1593 Campanella fu a Padova, ospite del convento di Sant'Agostino. Qui, tre giorni dopo il suo arrivo, il Padre generale del convento venne nottetempo sodomizzato da alcuni frati, senza che egli potesse identificarli, e perciò, fra i tanti sospettati del grave abuso, anche il Campanella fu messo sotto inchiesta. Non si sa se dall'inchiesta si passò a un processo che abbia visto imputato, tra gli altri frati, anche Campanella: in ogni caso egli ne uscì innocente.
Rimase a Padova, probabilmente con la speranza di trovarvi lavoro; vi incontrò Galileo e conobbe il medico e filosofo veneziano Andrea Chiocco. Ma il Sant'Uffizio lo teneva ormai sotto osservazione: alla fine del 1593 o all'inizio del 1594 fu nuovamente arrestato. Fu accusato di:
- aver scritto l'opuscolo De tribus impostoribus - Mosè, Gesù e Maometto - diretto contro le tre religioni monoteiste,[16] un libro della cui esistenza allora si favoleggiava, ma che nessuno aveva mai letto;[17]
- sostenere le opinioni atee di Democrito,[18] evidentemente un'accusa tratta dall'esame del suo scritto De sensu rerum et magia, rubatogli a Bologna;
- essere oppositore della dottrina e dell'istituzione della Chiesa;[19]
- essere eretico;[20]
- aver disputato su questioni di fede con un giudaizzante, forse condividendone le tesi, e di non averlo comunque denunciato;[21]
- aver scritto un sonetto contro Cristo,[22] il cui autore sarebbe stato però, secondo Campanella, Pietro Aretino;
- possedere un libro di geomanzia, che in effetti gli fu sequestrato al momento dell'arresto.

A Padova, in un primo tempo gli furono contestate solo le ultime tre accuse: per estorcere le confessioni, Campanella e due imputati presunti «giudaizzanti», Ottavio Longo, originario di Barletta, e Giovan Battista Clario, di Udine, medico dell'arciduca Carlo d'Asburgo, furono sottoposti a tortura. Nel frattempo, dall'esame del suo De sensu rerum, fatto a Roma, dovettero trarsi nuove imputazioni, che richiesero lo spostamento del processo da Padova a Roma, dove infatti Campanella fu condotto e rinchiuso nel carcere dell'Inquisizione l'11 ottobre 1594.
Per difendersi dalle nuove accuse di essere oppositore della Chiesa, Campanella scrisse già nel carcere padovano un De monarchia Christianorum, perduto, e il De regimine ecclesiae, ai quali fece seguito, nel 1595, per contestare l'accusa di intelligenza con i protestanti, il Dialogum contra haereticos nostri temporis et cuisque saeculi e, a difesa dell'ortodossia di Telesio e dei suoi seguaci, la Defensio Telesianorum ad Sanctum Officium. La tortura cui fu sottoposto nell'aprile del 1595 segnò la pratica conclusione del processo: il 16 maggio Campanella abiurava nella chiesa di Santa Maria sopra Minerva e veniva confinato nel convento domenicano di Santa Sabina, sul colle Aventino.

### Il quarto processo
Le disavventure giudiziarie di Campanella non finirono però qui. Il 31 dicembre 1596 era stato liberato dal confino di Santa Sabina e assegnato al convento di Santa Maria sopra Minerva; intanto, a Napoli, un concittadino di Campanella, condannato a morte per reati comuni, Scipione Prestinace, prima di essere giustiziato il 17 febbraio 1597, forse per ritardare l'esecuzione, denunciava diversi suoi conterranei e il Campanella in particolare, accusandolo di essere eretico: così, il 5 marzo, Campanella fu nuovamente arrestato.
Non si conoscono i precisi contenuti della deposizione del Prestinace né i dettagli del nuovo processo, che si concluse il 17 dicembre 1597: nella sentenza, Campanella fu assolto dalle imputazioni e, diffidato dallo scrivere, liberato «sub cautione iuratoria de se representando toties quoties», finché, consegnato ai suoi superiori, questi lo confinino in qualche convento «senza pericolo e scandalo».
In tutto questo periodo di tempo, il Campanella non era certamente rimasto inoperoso nemmeno sotto l'aspetto della produzione speculativa e letteraria: oltre agli scritti difensivi del De monarchia, del Dialogo contro i Luterani e del De regimine, e ai Discorsi ai prìncipi d'Italia, che è un tentativo di captatio benevolentiae all'indirizzo della Spagna, giustificato dalla difficile situazione giudiziaria, scrisse l'Epilogo magno, destinato a essere integrato nella successiva Philosophia realis, con il Prodromus philosophiae instaurandae, pubblicato nel 1617, l'Arte metrica, dedicata al compagno di sventura Giovan Battista Clario, la Poetica, dedicata al cardinale Cinzio Aldobrandini, e i perduti Consultazione della repubblica Veneta, Syntagma de rei equestris praestantia, De modo sciendi e Physiologia.

### Il quinto processo

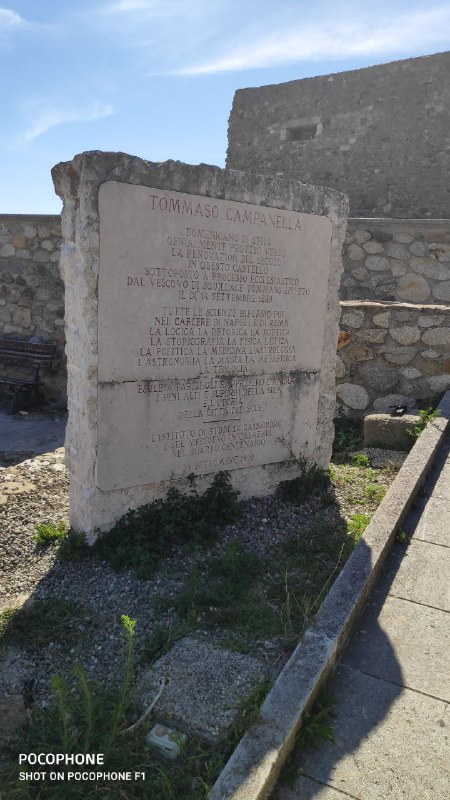
Lastra che ricorda il processo istituito dal Vescovo di Squillace Sirleto il 14 settembre 1599 (agosto 2018)

Ai primi del 1598 Campanella prese la via di Napoli, dove si fermò diversi mesi, dando lezioni di geografia, scrivendo le perdute Cosmographia e Encyclopaedia facilis e terminando l'Epilogo Magno. In luglio s'imbarcò per la Calabria: sbarcato a Piana di Sant'Eufemia, raggiunse Nicastro e di qui, il 15 agosto, Stilo, ospite del convento domenicano di Santa Maria di Gesù.
Per poco tempo il Campanella rimase tranquillo in convento, dove scrisse il piccolo trattato De predestinatione et reprobatione et auxiliis divinae gratiae, nel quale affermò la dottrina cattolica del libero arbitrio. In un abbozzo dei suoi Articuli prophetales, appare già l'attesa del nuovo secolo che gli sembra annunciato da fenomeni straordinari: inondazioni del Po e del Tevere, allagamenti e terremoti in Calabria, il passaggio di una cometa, profezie e coincidenze astrologiche. Un nuovo mondo sembra alle porte, a sostituire il vecchio che in Calabria, ma non solo, vedeva «i soprusi dei nobili, la depravazione del clero, le violenze d'ogni specie [...] la Santa Sede [...] sanciva i soprusi e proteggeva i prepotenti. Il clero minore, corrottissimo nei costumi, abusava ogni giorno più delle immunità ecclesiastiche, e profanava in ogni modo il suo ufficio. Fazioni avverse contendevano talvolta aspramente tra loro, e non poche lotte erano coronate da omicidi e delitti d'ogni specie. Gruppi di frati si davano alla campagna, e, forniti di comitive armate, agivano come banditi, senza che il governo riuscisse a colpirli [...] I nobili e le famiglie private, dilaniate da inimicizie ereditarie, tenevano agitato il paese con combattimenti incessanti tra fazioni [...] l'estrema severità delle leggi, che comminavano la pena di morte per moltissimi delitti anche minimi [...] la frequenza delle liti e delle contese, aumentavano in maniera preoccupante il numero dei banditi».
In tale situazione di degrado e nell'illusione di un rivolgimento già scritto nelle stelle, Campanella progettò, senza preoccuparsi di valutare realisticamente le possibilità di realizzazione, la costituzione in Calabria di una repubblica ideale, comunistica e insieme teocratica. Era necessario per questo cacciare gli Spagnoli, ricorrendo anche all'aiuto dei Turchi: cominciò a predicare dai primi mesi del 1599 l'imminente ed epocale rivolgimento, intessendo nell'estate una fitta trama di contatti con le poche decine di congiurati che aderirono a quella fantastica impresa. Le autorità ebbero ben presto sentore del tentativo di insurrezione e in agosto truppe spagnole intervennero a rafforzare i presidi. Il 17 agosto Campanella fuggì dal convento di Stilo, nascondendosi prima a Stignano, poi nel convento di Santa Maria di Titi; infine, nascosto in casa di un amico, progettò di imbarcarsi da Roccella, ma venne tradito e consegnato il 6 settembre agli spagnoli. Incarcerato a Castelvetere, il 10 settembre firmò una confessione nella quale faceva i nomi dei principali congiurati, negando ogni sua partecipazione all'impresa. Ma le testimonianze dei suoi complici erano concordi nell'indicarlo come capo della cospirazione.
Trasferito a Napoli insieme ai suoi compagni di avventura, Campanella fu rinchiuso in Castel Nuovo. Il 23 novembre 1599 avvenne il riconoscimento formale dell'accusato, descritto come «giovane con barba nera, vestito di abiti civili, con cappello nero, casacca nera, calzoni di cuoio e mantello di lana». Il Santo Uffizio non ottenne dall'autorità spagnola che i religiosi imputati - Campanella e altri sette frati domenicani - fossero trasferiti a Roma e papa Clemente VIII, l'11 gennaio 1600, nominò il nunzio a Napoli, Jacopo Aldobrandini e don Pedro de Vera, che fu fatto ecclesiastico per l'occasione, giudici nel processo che si sarebbe tenuto a Napoli. Ad essi venne aggiunto il 19 aprile il domenicano Alberto Tragagliolo, vescovo di Termoli, già consultore nel primo processo, scelto dal papa per trattare in modo favorevole Campanella, poiché Clemente VIII era, anche se prudentemente, antispagnolo.
Campanella era passato sotto la giurisdizione del Sant'Uffizio, che nessun tribunale statale poteva violare, nemmeno nei casi di lesa maestà. Ciò permise di ritardare la prevedibile condanna a morte del frate. Durante il processo presieduto dal vescovo Benedetto Mandina, Campanella, sotto tortura, riconobbe le proprie eresie e, in quanto relapso, diventò passibile della pena capitale. La sua strategia di difesa, disperata e rischiosissima, fu quella di fingersi pazzo, poiché un eretico insano di mente non poteva essere messo a morte dal Sant'Uffizio.
I giudici, dubbiosi, lo sottoposero il 18 luglio, per un'ora, al supplizio della corda per fargli confessare la simulazione, ma egli resistette, rispondendo alle domande cantando o dicendo cose senza senso. L'accettazione da parte dei giudici della pazzia avvenne il 4 e 5 giugno 1601, durante una terribile seduta di tortura attraverso il tormento della veglia, nel quale fu denudato, legato mani e piedi e costretto a sedere su un legno acuminato, con poche interruzioni per 40 ore. La resistenza morale e fisica di Campanella gli permise di superare la prova, anche se rimase poi tra la vita e la morte per sei mesi.

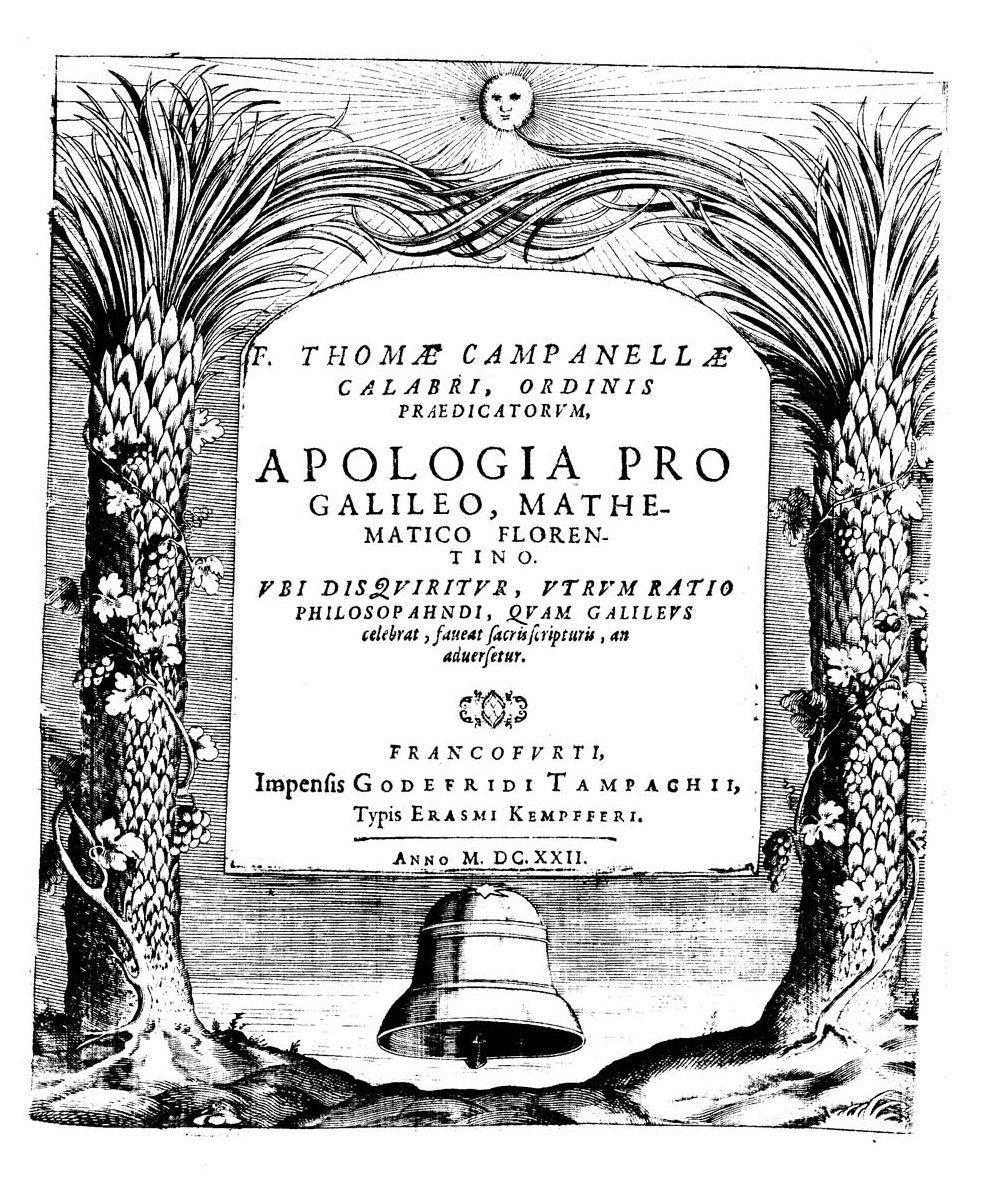
Apologia pro Galileo, 1622

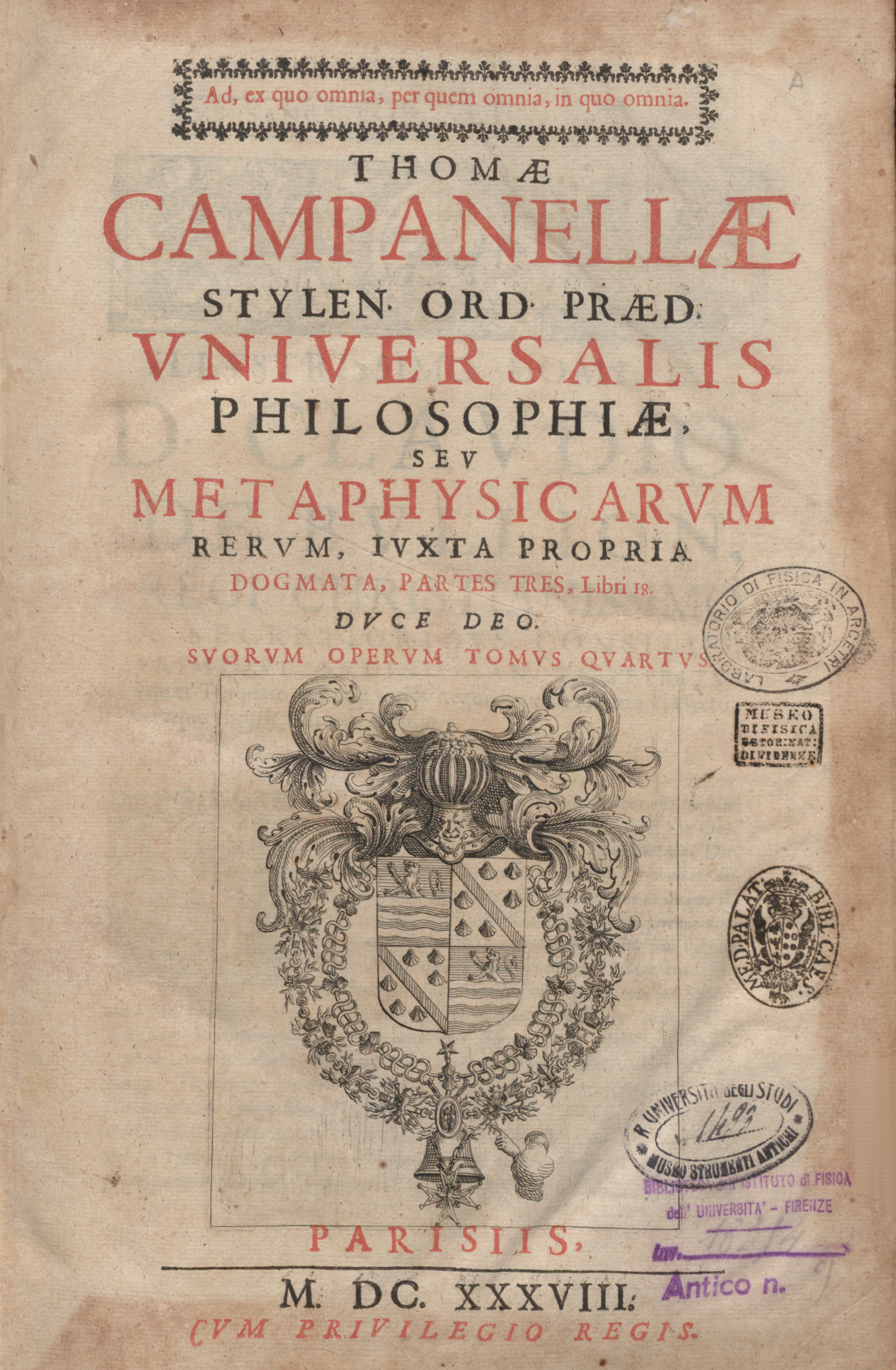
Frontespizio della Metaphysica

Trascorse 27 anni in prigione a Napoli. Durante la prigionia scrisse le sue opere più importanti: La Monarchia di Spagna (1600), Aforismi Politici (1601), Atheismus triumphatus (1605-1607), Quod reminiscetur (1606?), Metaphysica (1609-1623), Theologia (1613-1624), e la sua opera più famosa, La città del sole (1602), in cui vagheggiava l'instaurazione di una felice e pacifica repubblica universale retta su principi di giustizia naturale. Egli addirittura intervenne sul cosiddetto “primo processo a Galileo Galilei” con la sua coraggiosa Apologia di Galileo (scritta nel 1616 e pubblicata nel 1622).
Fu infine scarcerato nel 1626, grazie a Maffeo Barberini, arcivescovo di Nazareth a Barletta, poi papa col nome di Urbano VIII, che personalmente intercedette presso Filippo IV di Spagna. Campanella fu portato a Roma e tenuto per qualche tempo presso il Sant'Uffizio; fu liberato definitivamente nel 1629. Visse per cinque anni a Roma, dove fu il consigliere di Urbano VIII per le questioni astrologiche, avendo con successo, secondo il Papa, impedito il verificarsi di profezie che preannunciavano la sua morte imminente in occasione di due eclissi del 1628 e 1630. Nonostante una forte condanna papale degli oroscopi da parte di Sisto V nel 1589, gli astrologi erano ampiamente consultati all'inizio del XVII secolo. I nemici di Urbano VIII pensavano di poter approfittare della sua credulità pubblicando la loro versione del suo oroscopo. Essi erano fiduciosi che le eclissi del 1628 e 1629 avrebbero preannunciato la morte del Papa. Lo scopo della congiura sarebbe stato quello di uccidere Urbano o, quantomeno, di renderlo incapace di proseguire nel suo ruolo. È a questo punto che entra in scena Campanella, liberato dalla prigione ed assurto al ruolo di esperto in campo astrologico. Il Papa era convinto che solo quest'ultimo sarebbe stato in grado di aiutarlo, grazie ai suoi poteri magici, e proteggerlo dai pericoli delle imminenti eclissi. Campanella e il Papa si chiusero ermeticamente in una stanza sigillata, spruzzarono del profumo, bruciarono del rosmarino e drappeggiarono la stanza con dei lenzuoli bianchi. Al centro della stanza posero due candele e cinque torce accese per rappresentare i pianeti. Con grande sollievo di Urbano, i riti magici di Campanella funzionarono, permettendo al Papa di scampare il pericolo. Come ricompensa, Urbano concesse al filosofo di aprire una propria scuola a Roma, nonostante le sue idee eretiche.
Nel 1634, però, una nuova cospirazione in Calabria, portata avanti da uno dei suoi seguaci, gli procurò nuovi problemi. Con l'aiuto del cardinale Barberini e dell'ambasciatore francese de Noailles, fuggì in Francia, dove fu benevolmente ricevuto alla corte di Luigi XIII. Protetto dal cardinale Richelieu e finanziato dal re, passò il resto dei suoi giorni al convento parigino di Saint-Honoré. Il suo ultimo lavoro fu un poema che celebrava la nascita del futuro Luigi XIV (Ecloga in portentosam Delphini nativitatem).
Gli è stato dedicato un asteroide, 4653 Tommaso.

## Il pensiero di Campanella
Il pensiero di Campanella prende le mosse, in età giovanile, dalle conclusioni cui era giunto Bernardino Telesio; egli si riallaccia quindi al naturalismo telesiano, sostenendo che la natura vada conosciuta nei suoi propri principi, che sono tre: caldo, freddo e materia. Essendo tutti gli esseri formati da questi tre elementi, allora gli esseri della natura sono tutti dotati di sensibilità, in quanto la struttura della natura è comune a tutti gli enti; quindi mentre Telesio aveva affermato che anche i sassi possono conoscere, Campanella porta all'esasperazione questo naturalismo, e sostiene che anche i sassi conoscono, perché nei sassi noi ritroviamo questi tre principi, ovvero caldo, freddo e massa corporea (materia).

### Il problema della conoscenza (e la rivalutazione dell'uomo)
Il naturalismo di Campanella, in conseguenza di ciò, comporta una teoria della conoscenza essenzialmente sensistica: egli sosteneva infatti che tutta la conoscenza è possibile solo grazie all'azione diretta o indiretta dei sensi, e che Cristoforo Colombo aveva potuto scoprire l'America perché si era rifatto alla sensazione, non di certo alla razionalità. La razionalità deriva dalla sensazione: non esiste una conoscenza razionale intellettiva che non derivi da quella sensitiva. Tuttavia Campanella, a differenza di Telesio, cerca di rivalutare l'uomo e pertanto afferma l'esistenza di due tipi di conoscenze: una innata, una sorta di coscienza interiore, e una conoscenza esteriore, che si avvale dei sensi. La prima è definita ‘sensus inditus’, che è la conoscenza di sé, la seconda ‘sensus additus’ che è la conoscenza del mondo esterno. La conoscenza del mondo esterno appartiene a tutti, anche agli animali; la conoscenza di sé, invece, appartiene solo all'uomo, ed è la coscienza di essere un essere pensante. Campanella si rifà ad Agostino d'Ippona, poiché afferma che noi possiamo dubitare della conoscenza del mondo esterno, mentre non possiamo dubitare della conoscenza di sé. Questo ‘sensus inditus’ sarà poi il punto essenziale della filosofia cartesiana, che si basa sul ‘cogito’: io penso quindi esisto (cogito ergo sum).

### La religione e la politica
In base a queste premesse, Campanella si sofferma sulla religione che egli distingue in due tipologie: una religione naturale e religioni positive. La religione naturale è una religione che rispetta l'ordine universale dell'universo stesso; le religioni positive sono invece religioni che vengono imposte dallo stato. Campanella afferma però che il cristianesimo è l'unica religione positiva, poiché è imposto dallo stato, ma al contempo coincide con l'ordine naturale (cui però aggiunge il valore della rivelazione). Tuttavia anche questa teoria della religione razionale contrastava con i dogmi della Chiesa della Controriforma. Egli sostenne, del resto, la superiorità del potere temporale su quello spirituale, individuando poi il potere supremo, di volta in volta, nella Spagna e poi nella Francia, a seconda di convenienze politiche e personali.

### La città del Sole

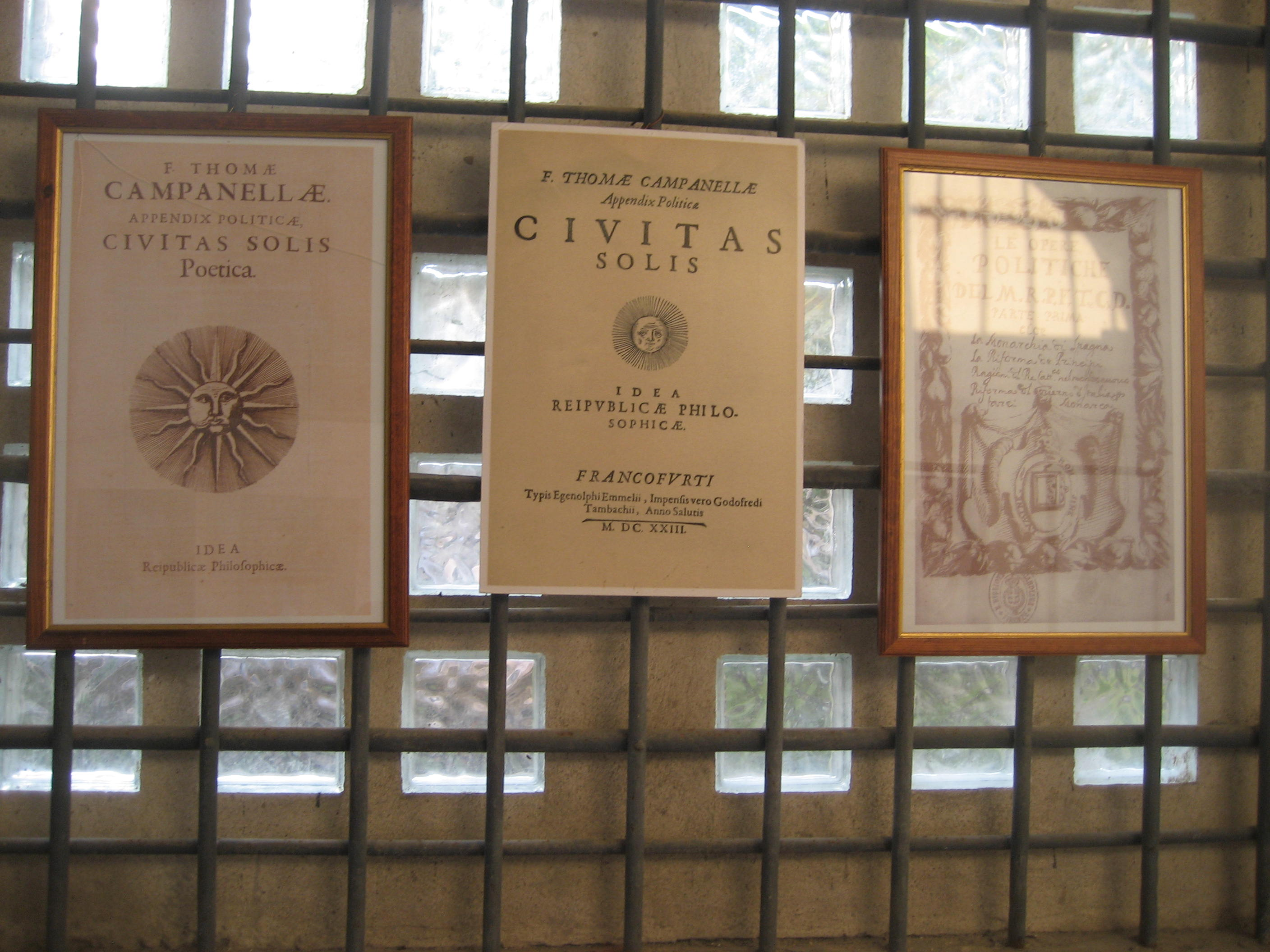
Civitas Solis

Campanella fu autore anche di un'importante opera di carattere utopico, ovvero La città del sole. Nella Città del Sole egli descrive una città ideale, utopica, governata dal Metafisico, un re-sacerdote volto al culto del Dio Sole, un dio laico proprio di una religione naturale, di cui Campanella stesso è sostenitore, pur presupponendo razionalmente che coincida con la religione cristiana. Questo re-sacerdote si avvale di tre assistenti, rappresentanti le tre primalità su cui si incentra la metafisica campanelliana: Potenza, Sapienza e Amore. In questa città vige la comunione dei beni e la comunione delle donne. Nel delineare la sua concezione collettivista della società, Campanella si rifà a Platone (V secolo a.C.) e all'Utopia di Tommaso Moro (1517); fra i contemporanei dell'utopismo campanelliano è da annoverare anche La nuova Atlantide (1620) di Francesco Bacone. L'utopismo partiva dal presupposto che, poiché non si poteva realizzare un modello di Stato che rispecchiasse la giustizia e l'uguaglianza, allora questo Stato si ipotizzava, come aveva fatto a suo tempo Platone. È però importante sottolineare che, mentre Campanella tratta una realtà utopistica, Niccolò Machiavelli rappresenta la realtà concretamente, e la sua concezione dello Stato non è affatto utopistica, ma assume una valenza di metodo di governo, finalizzato ad ottenere e mantenere stabilmente il potere.

### Interpretazioni storiografiche del pensiero politico
L'incertezza è già evidente nell'interpretazione della critica idealistica, che, nei limiti di una conoscenza ancora incompleta dell'opera, coglie nel pensiero campanelliano un deciso orientamento in direzione del moderno immanentismo, contaminato tuttavia da residui del passato e della tradizione cristiana e medioevale.
Per Silvio Spaventa, Campanella è il "filosofo della restaurazione cattolica", in quanto la stessa proposizione che la ragione domina il mondo, è inficiata dalla convinzione che essa risieda unicamente nel papato. Non molto dissimile la lettura di Francesco de Sanctis: "Il quadro è vecchio, ma lo spirito è nuovo. Perché Campanella è un riformatore, vuole il papa sovrano, ma vuole che il sovrano sia ragione non solo di nome ma di fatto, perché la ragione governa il mondo". È la ragione che determina e giustifica i mutamenti politici, e questi ultimi "sono vani se non hanno per base l'istruzione e la felicità delle classi più numerose". Tutto ciò conduce Campanella, secondo il pensiero idealista, alla concezione di un moderno immanentismo.

## Opere
- Aforismi politici, a cura di A. Cesaro, Guida, Napoli 1997
- An monarchia Hispanorum sit in augmento, vel in statu, vel in decremento, a cura di L. Amabile, Morano, Napoli 1887
- Antiveneti, a cura di L. Firpo, Olschki, Firenze 1944
- Apologeticum ad Bellarminum, a cura di G. Ernst, in «Rivista di storia della filosofia», XLVII, 1992
- Apologeticus ad libellum ‘De siderali fato vitando’, a cura di L. Amabile, Morano, Napoli 1887
- Apologeticus in controversia de concepitone beatae Virginis, a cura di A. Langella, L'Epos, Palermo 2004
- Apologia pro Galileo, a cura di Michel-Pierre Lerner. Pisa, Scuola Normale Superiore, 2006
- Apologia pro Scholis Piis, a cura di L. Volpicelli, Giuntine-Sansoni, Firenze 1960
- Articoli prophetales, a cura di G. Ernst, La Nuova Italia, Firenze 1977
- Astrologicorum libri VI, Francofurti 1629
- L'ateismo trionfato, ovvero riconoscimento filosofico della religione universale contra l'antichristianesimo macchiavellesco, a cura di G. Ernst, Edizioni della Normale, Pisa 2004 ISBN 88-7642-125-4
- De aulichorum technis, a cura di G. Ernst, in «Bruniana e Campanelliana», II, 1996
- Avvertimento al re di Francia, al re di Spagna e al sommo pontefice, a cura di L. Amabile, Morano, Napoli 1887
- Calculus nativitatis domini Philiberti Vernati, a cura di L. Firpo, in Atti della R. Accademia delle Scienze di Torino, 74, 1938-1939
- Censure sopra il libro del Padre Mostro [Niccolò Riccardi]. Proemio e Tavola delle censure, a cura di L. Amabile, Morano, Napoli 1887
- Censure sopra il libro del Padre Mostro: «Ragionamenti sopra le litanie di nostra Signora», a cura di A. Terminelli, Edizioni Monfortane, Roma 1998
- Chiroscopia, a cura di G. Ernst, in «Bruniana e Campanelliana», I, 1995
- La città del sole, a cura di L. Firpo, Laterza, Roma-Bari 2008 ISBN 88-420-5330-9
- Commentaria super poematibus Urbani VIII, codd. Barb. Lat. 1918, 2037, 2048, Biblioteca Vaticana
- Compendiolum physiologiae tyronibus recitandum, cod. Barb. Lat. 217, Biblioteca Vaticana
- Compendium de rerum natura o Prodromus philosophiae instaurandae, Francofurti 1617
- Compendium veritatis catholicae de praedestinatione, a cura di L. Firpo, Olschki, Firenze 1951
- Consultationes aphoristicae gerendae rei praesentis temporis cum Austriacis ac Italis, a cura di L. Firpo, Olschki, Firenze 1951
- Defensio libri sui 'De sensu rerum', apud L. Boullanget, Parisiis 1636
- Dialogo politico contro Luterani, Calvinisti e altri eretici, a cura di D. Ciampoli, Carabba, Lanciano 1911
- Dialogo politico tra un Veneziano, Spagnolo e Francese, a cura di L. Amabile, Morano, Napoli 1887
- Discorsi ai principi d'Italia, a cura di L. Firpo, Chiantore, Torino 1945
- Discorsi della libertà e della felice soggezione allo Stato ecclesiastico, a cura di L. Firpo, s.e., Torino 1960
- Discorsi universali del governo ecclesiastico, a cura di L. Firpo, UTET, Torino 1949
- Disputatio contra murmurantes in bullas ss. Pontificum adversus iudiciarios, apud T. Dubray, Parisiis 1636
- Disputatio in prologum instauratarum scientiarum, a cura di R. Amerio, SEI, Torino 1953
- Documenta ad Gallorum nationem, a cura di L. Firpo, Olschki, Firenze 1951
- Epilogo Magno, a cura di C. Ottaviano, R. Accademia d'Italia, Roma 1939
- Expositio super cap. IX epistulae sancti Pauli ad Romanos, apud T. Dubray, Parisiis 1636
- Index commentariorum Fr. T. Campanellae, a cura di L. Firpo, in «Rivista di storia della filosofia», II, 1947
- Lettere 1595-1638, a cura di G. Ernst, Istituti Editoriali e Poligrafici Internazionali, Pisa-Roma 2000
- Lista dell'opere di fra T. Campanella distinte in tomi nove, a cura di L. Firpo, in «Rivista di storia della filosofia», II, 1947
- Medicinalium libri VII, ex officina I. Phillehotte, sumptibus I. Caffinet F. Plaignard, Lugduni 1635
- Metafisica, A cura di Giovanni Di Napoli, (brani scelti del testo latino e traduzione italiana, 3 volumi), Bologna, Zanichelli 1967
- Metafisica. Universalis philosophiae seu metaphysicarum rerum iuxta propria dogmata. Liber 1º, a cura di P. Ponzio, Levante, Bari 1994
- Metafisica. Universalis philosophiae seu metaphysicarum rerum iuxta propria dogmata. Liber 14º, a cura di T. Rinaldi, Levante, Bari 2000
- De Monarchia Hispanica, apud Ludovicum Elzevirium, Hardevici - Amstelodami 1640
- Monarchia Messiae, a cura di L. Firpo, Bottega d'Erasmo, Torino 1960
- Philosophia rationalis, apud I. Dubray, Parisiis 1638 (comprende Logicorum libri tres)
- Philosophia realis, ex typographia D. Houssaye, Parisiis 1637
- Philosophia sensibus demonstrata, a cura di L. De Franco, Vivarium, Napoli 1992
- Le poesie, a cura di F. Giancotti, Einaudi, Torino 1998
- Poetica, a cura di L. Firpo, Mondatori, Milano 1954
- De praecedentia, presertim religiosorum, a cura di M. Miele, in «Archivum Fratrum Praedicatorum», LII, 1982
- De praedestinatione et reprobatione et auxiliis divinae gratiae cento Thomisticus, apud I. Dubray, Parisiis 1636
- Quod reminiscentur et convertentur ad Dominum universi fines terrae, a cura di R. Amerio, CEDAM, Padova 1939 (L. I-II), Olschki, Firenze 1955-1960 (L. III-IV)
- Del senso delle cose e della magia, Rubbettino, Soveria Mannelli 2003
- De libris propriis et recta ratione. Studendi syntagma, a cura di A. Brissoni, Rubbettino, Soveria Mannelli 1996
- Theologia, L. I-XXX, Libro Primo, Edizione a cura di Romano Amerio, Vita e Pensiero, Milano, 1936.
- Scelta di alcune poesie filosofiche - Choix de quelques poésies philosophiques, Edizione a cura di Marco Albertazzi, Traduzione francese di Franc Ducros, La Finestra editrice, Lavis 2016 ISBN 978-88-95925-70-7.

## Campanella nel cinema
- La città del sole, regia di Gianni Amelio (1973)

### Opere
- (LA) Apologia pro Galileo, Frankfurt am Main, Gottfried Tampach, 1622.
- Tommaso Campanella, Metaphysica, vol. 1, Paris, 1638.
- Tommaso Campanella, Metaphysica, vol. 2, Paris, 1638.
- Tommaso Campanella, Metaphysica, vol. 3, Paris, 1638.
- Tommaso Campanella, Poesie, Bari, Laterza, 1915.
- (LA) Tommaso Campanella, Medicinalium libri, Lugduni, ex officina Ioannis Pillehotte : sumptibus Ioannis Caffin, & Francisci Plaignard, 1635.
- Delle virtù e dei vizi in particolare, testo critico e traduzione a cura di Romano Amerio, Ed. Centro internazionale di studi umanistici, Roma, 1978

### Studi
- Luigi Amabile, Fra Tommaso Campanella, la sua congiura, i suoi processi e la sua pazzia, Napoli, Antonio Morano, 1882. (ristampa anastatica, Franco Pancallo Editore, Locri 2009).

 Fra Tommaso Campanella, la sua congiura, i suoi processi e la sua pazzia, I.
 Fra Tommaso Campanella, la sua congiura, i suoi processi e la sua pazzia, II.
 Fra Tommaso Campanella, la sua congiura, i suoi processi e la sua pazzia, III.
- ID., L'andata di Fra Tommaso Campanella a Roma dopo la lunga prigionia di Napoli, Memoria letta all'Accademia Reale di Scienze Morali e Politiche, Tipografia della Regia Università, Napoli 1886 (ristampa anastatica, Franco Pancallo Editore, Locri 2009).
- ID.,  Fra Tommaso Campanella ne' castelli di Napoli, in Roma ed in Parigi, Napoli, Antonio Morano, 1887.

 Fra Tommaso Campanella ne' castelli di Napoli, in Roma ed in Parigi, I.
 Fra Tommaso Campanella ne' castelli di Napoli, in Roma ed in Parigi, II.
- Giuliano F. Commito, IUXTA PROPRIA PRINCIPIA - Libertà e giustizia nell'assolutismo moderno. Tra realismo e utopia, Aracne, Roma, 2009, ISBN 978-88-548-2831-5.
- Luigi Cunsolo, Tommaso Campanella nella storia e nel pensiero moderno: la sua congiura giudicata dagli storici Pietro Giannone e Carlo Botta, Officina F.lli Passerini e C., Prato 1906.
- Rodolfo De Mattei, La politica di Campanella, ARE, Roma 1928.
- ID., Studi campanelliani, Sansoni, Firenze 1934.
- Francisco Elías de Tejada, Napoli spagnola, vol. IV, cap. II, Tommaso Campanella astrologo e filosofo, Controcorrente, Napoli 2012.
- Luigi Firpo, Ricerche campanelliane, Sansoni, Firenze 1947.
- ID., I processi di Tommaso Campanella, Salerno, Roma 1998.
- Antonio Corsano, Tommaso Campanella, Laterza, Bari 1961.
- Mario Squillace, Vita eroica di Tommaso Campanella, Roma, 1967.
- Pietro Pizzarelli, Tommaso Campanella (1568-1639), Nuove Edizioni Barbaro, Delianuova 1981.
- Donato Sperduto, L'imitazione dell'eterno. Implicazioni etiche della concezione del tempo immagine dell'eternità da Platone a Campanella, Schena, Fasano 1998.
- Nicola Badaloni, Germana Ernst, Tommaso Campanella, Istituto Poligrafico dello Stato, Roma 1999.
- Silvia Zoppi Garampi, Tommaso Campanella. Il progetto del sapere universale, Vivarium, Napoli 1999.
- Germana Ernst, Tommaso Campanella, Laterza, Roma-Bari 2002.
- ID., Il carcere, il politico, il profeta. Saggi su Tommaso Campanella, Istituti Editoriali e Poligrafici, Pisa-Roma 2002.
- Antimo Cesaro, La politica come scienza. Questioni di filosofia giuridica nel pensiero di Tommaso Campanella, Franco Angeli, Milano 2003.
- Vincenzo Rizzuto, L'avventura di Tommaso campanella tra vecchio e nuovo mondo, Brenner, Cosenza 2004.
- Arnaldo Di Benedetto, Notizie campanelliane: sul luogo di stampa della «Scelta d'alcune Poesie filosofiche», in Poesia e comportamento. Da Lorenzo il Magnifico a Campanella, Alessandria, Edizioni dell'Orso, 2005 (II edizione), pp. 185–89.
- Germana Ernst e Caterina Fiorani (a cura di), Laboratorio Campanella: biografia, contesti, iniziative in corso, Roma, L'Erma di Bretschneider, 2007.
- Ylenia Fiorenza, Quel folle d'un saggio, Tommaso Campanella, l'impeto di un filosofo poeta, Napoli, Città del Sole, 2009.
- Paola Gatti, Il gran libro del mondo nella filosofia di Tommaso Campanella, Roma, Gregoriana & Biblical Press, 2010.
- Sharo Gambino, Vita di Tommaso Campanella, Reggio Calabria, Città del Sole Edizioni, 2008, ISBN 978-88-7351-241-7.
- Saverio Ricci, Campanella (Apocalisse e governo universale), Roma, Salerno Editrice, 2018.
- Luca Addante, Tommaso Campanella. Il filosofo immaginato, interpretato, falsato, Roma-Bari, Laterza, 2018.
- Giovanni Brancaccio, Calabria ribelle. Tommaso Campanella e la rivolta politica del 1599, Milano, FrancoAngeli, 2019.